# Pigen med jazz-hjertet
Pigen med jazz-hjertet er en amerikansk stumfilm fra 1921 af Lawrence C. Windom.

## Medvirkende
- Madge Kennedy som Kittie Swasher / Miriam Smith
- Joe King som Miles Sprague
- Pierre Gendron som Tommie Fredericks
- William Walcott
- Helen Dubois
- Robert Vaughn som Simeon Althoff
- Emil Hoch som Quinn